# مارتين هينتريغر
مارتين هينتريغر (بالألمانية: Martin Hinteregger)‏ (مواليد 7 سبتمبر 1992) هو لاعب كرة قدم. يلعب مع منتخب النمسا لكرة القدم. سبق له أن لعب في بطولة أمم أوروبا لكرة القدم 2016 مع منتخب بلاده.

## روابط خارجية
- مارتين هينتريغر على موقع الاتحاد الأوربي (الإنجليزية)
- مارتين هينتريغر على موقع قاعدة بيانات كرة القدم.إي يو (الإنجليزية)
- مارتين هينتريغر على موقع ناشيونال فوتبول تيمز (الإنجليزية)
- مارتين هينتريغر على موقع Soccerway.com (الإنجليزية)
- مارتين هينتريغر على موقع عالم كرة القدم.نت (الإنجليزية)
- مارتين هينتريغر على موقع كووورة
- مارتين هينتريغر على موقع AS.com (الإسبانية)